# دنيز جان آكتاش
دنيز جان أكتاش (بالتركية: Deniz Can Aktaş) هو ممثل تركي ولد في 28 تموز 1993 في إسطنبول.

## مسيرة المهنية والتعليم
تخرج من قسم الهندسة البحرية في جامعة بيري ريس، وبدأ مسيرته الفنية من خلال مشاركته في مسلسل الحلوات الصغيرات الكاذبات عام 2015.
برز بشكل ملحوظ بدوره في شخصية "الب أوزتورك" في مسلسل الفناء عام 2018، حيث نال إعجاب النقاد. ثم حصل على أول بطولة مطلقة له في مسلسل "الحب يجعلنا نبكي" عام 2019.
في عام 2021، خاض تجربته المسرحية الأولى من خلال تأديته دور "روميو" في مسرحية "روميو وجولييت" المقتبسة عن الكلاسيكية الشهيرة لوليم شكسبير.
وكانت أو بطولة مطلقة له في 《مسلسل حب بلاحدود》عام 2023 في دور خليل إبراهيم كراسو .

## أعماله

### المسلسلات
| العام     | العنوان             | الدور               |
| --------- | ------------------- | ------------------- |
| 2015      | الحلوات الكالبات    | سشكين               |
| 2016-2017 | الحياة جميلة احيانا | بوراك               |
| 2017      | اين انت يا اخي      | علي                 |
| 2018      | الفناء              | الب اوزتورك         |
| 2019      | الحب يجعلنا نبكي    | يوسف ايرين          |
| 2020-2021 | اتصل بمدير أعمالي   | باريش هفاس          |
| 2022-2023 | طبيب البلدة         | عمر اوزان           |
| 2025-2023 | حب بلا حدود         | خليل ابراهيم كاراسو |

### المسرح
| العام     | العنوان      | الدور |
| --------- | ------------ | ----- |
| 2024-2021 | روميو وجوليت | روميو |

### الافلام
| العام | العنوان                                  | الدور |
| ----- | ---------------------------------------- | ----- |
| 2022  | نادي صواريخ باندرما Bandırma Füze Kulübü | اوموت |

### الجوائز
| العام | الجائزة         | الدور |
| ----- | --------------- | ----- |
| 2023  | أفضل ممثل مسرحي | روميو |

## روابط خارجية
- دنيز جان آكتاش في قاعدة بيانات الأفلام على الإنترنت
- دنيز جان آكتاش على إنستغرام